# Club Bàsquet Prat
El Club Bàsquet Prat és un club català de basquetbol de la ciutat d'El Prat de Llobregat. Des de la temporada 2004-05 el Prat és el club vinculat al Club Joventut Badalona, de la Lliga ACB. Aquesta vinculació només es va veure interrompuda la temporada 2017-18, any en què van fregar l'ascens a la màxima categoria del bàsquet nacional.

## Història
Fundat l'any 1951, nasqué com a escissió de la secció de bàsquet de la Joventut Associació de Pares de Família Prat (JAPF Prat), que competia des del 1943. La temporada 1953-54 inicià la participació a primera categoria catalana i la de 1961-62 ascendí a segona divisió estatal. Hi jugà tres temporades i disputà el play-off de descens cada any. Entre final dels anys seixanta i el 1976 jugà a tercera divisió. Posteriorment continuà en categories territorials. El 1984 creà un equip femení i el 1988 deixà la pista de Fons d'en Peixo i es traslladà al pavelló poliesportiu Estruch. El 1992 es feu càrrec de l'Escola Municipal de Bàsquet i el 1995 es fusionà amb la secció de bàsquet de l'Associació Esportiva Prat, que uns anys abans havia absorbit el Club Terlenka. La temporada 1997-98 ascendí de nou a segona divisió estatal. La temporada següent, amb l'equip dirigit per Jordi Balaguer, pujà a la Lliga EBA. Jugà el play-off d'ascens a la LEB el 2002 i el 2003. Fou subcampió (2002) i campió (2004) de la Lliga Catalana.
La temporada 2005-06, ja vinculat al Joventut de Badalona, es proclamà campió absolut de la Lliga EBA i pujà a la LEB Plata.
La temporada 2013-14 va significar una temporada històrica pel club ja que es guanya la Copa LEB Plata davant el Fuenlabrada (83-79) a la final jugada a Fuenlabrada, i el 25 de maig de 2014 s'aconsegueix l'ascens per primer cop en la seva història a la Lliga LEB Or al guanyar el tercer partit del play-off a Palma.
La temporada 2017-18 va fregar l'ascens a l'ACB, en quedar eliminats en el cinquè partit de les semifinals davant el Melilla Bàsquet.
La 2022-23 s'assoleix l'ascens a LEB Or però renuncià per motius econòmics i es queda a LEB Plata un any més. Des de llavors el primer equip masculí disputa la lliga Segona FEB (com s'anomena la LEB Plata des de l'estiu de 2024) i el primer equip femení la lliga Super Copa Femenina, màxima categoria del bàsquet femení català.

## Temporada a temporada
| Temporada | Nivell | Lliga           | Pos. | Final de temporada   | RS    | PO  | Competicions de Copa | Competicions de Copa |
| --------- | ------ | --------------- | ---- | -------------------- | ----- | --- | -------------------- | -------------------- |
| 1999–00   | 3      | Lliga EBA       | 5    | –                    | 14–12 | –   | –                    | –                    |
| 2000–01   | 4      | Lliga EBA       | 10   | –                    | 13–17 | –   | –                    | –                    |
| 2001–02   | 4      | Lliga EBA       | 2    | Quartfinalista8è     | 26–6  | 0–1 | –                    | –                    |
| 2002–03   | 4      | Lliga EBA       | 1    | Quartfinalista6è     | 25–5  | 0–1 | –                    | –                    |
| 2003–04   | 4      | Lliga EBA       | 4    | –                    | 19–11 | –   | –                    | –                    |
| 2004–05   | 4      | Lliga EBA       | 1    | Semifinalista3rd     | 25–5  | 1–1 | –                    | –                    |
| 2005–06   | 4      | Lliga EBA       | 2    | PromocionaCampió     | 21–9  | 4–1 | –                    | –                    |
| 2006-07   | 3      | LEB 2           | 9    | –                    | 16–18 | –   | –                    | –                    |
| 2007–08   | 3      | Lliga LEB Plata | 16   | –                    | 11–23 | –   | –                    | –                    |
| 2008–09   | 3      | Lliga LEB Plata | 12   | –                    | 11–19 | –   | –                    | –                    |
| 2009–10   | 3      | Lliga LEB Plata | 11   | –                    | 13–19 | –   | –                    | –                    |
| 2010–11   | 3      | Lliga LEB Plata | 6    | Quartfinalista       | 17–11 | 1–3 | Copa LEB Plata       | QF                   |
| 2011–12   | 3      | Lliga LEB Plata | 3    | Finalista            | 15–9  | 6–4 | –                    | –                    |
| 2012–13   | 3      | Lliga LEB Plata | 6    | Quartfinalista       | 13–7  | 1–1 | –                    | –                    |
| 2013–14   | 3      | Lliga LEB Plata | 2    | Promociona           | 16–8  | 8–3 | Copa LEB Plata       | C                    |
| 2014–15   | 2      | Lliga LEB Or    | 15   | Descendeix           | 5–23  | –   | –                    | –                    |
| 2015–16   | 2      | Lliga LEB Or    | 14   | –                    | 10–20 | –   | –                    | –                    |
| 2016–17   | 2      | Lliga LEB Or    | 13   | –                    | 13–21 | –   | –                    | –                    |
| 2017–18   | 2      | Lliga LEB Or    | 2    | Semifinalista4t      | 25–9  | 5–3 | –                    | –                    |
| 2018–19   | 2      | Lliga LEB Or    | 17   | Descendeix           | 9–25  | –   | –                    | –                    |
| 2019–20   | 3      | Lliga LEB Plata | 4    | –                    | 25-8  | –   | –                    | –                    |
| 2020–21   | 3      | Lliga LEB Plata | 2    | Promociona           | 19-7  | 7-1 | –                    | –                    |
| 2021–22   | 2      | Lliga LEB Or    | 16   | Descendeix           | 12-22 | –   | –                    | –                    |
| 2022–23   | 3      | Lliga LEB Plata | 1    | Ascendeix (renúncia) | 22-4  | 5-3 | –                    | –                    |
| 2023–24   | 3      | Lliga LEB Plata | 3    | Quartfinalista       | 18-8  | 2-2 | –                    | –                    |
| 2024-25   | 3      | Segona FEB      | 6    | Quartfinalista       | 15-11 | 2-2 | Copa España          | FG                   |
| 2025-26   | 3      | Segona FEB      |      |                      |       |     | Copa España          |                      |

· 1 Lliga EBA (2005-06)
· 1 Copa LEB Plata (2014-15): davant el Fuenlabrada (83-79) a Fuenlabrada.

· 4 Lligues Catalanes LEB: · 2015 davant el Força Lleida (80-68) a Granollers.

· 2016 davant el Força Lleida (87-70) al Prat de Llobregat.
· 2017 davant el FC Barcelona B (78-70) a Reus.

· 2018 davant el FC Barcelona B (92-80) al Prat de Llobregat.· 

2 Lligues Catalanes EBA:
· 2003 davant el CB L'Hospitalet (81-67).

· 2005 davant el CB Olesa (70-66).

Al llarg dels anys de vinculació entre el Joventut i el Prat, diversos jugadors han debutat amb el primer equip del Joventut de Badalona a la Lliga Endesa. Aquests són alguns dels jugadors que es van formar al CB Prat abans de donar el salt a la Lliga Endesa:

| - Alberto Abalde - Ferran Bassas - Christian Eyenga - Josep Franch - David Jelínek - Àlex Barrera - Nacho Llovet - Josep I. Nogués | - Henk Norel - Pau Ribas - Pere Tomàs - Àlex Suárez - Marko Todorović - Xabier López-Arostegui - Albert Ventura - Terrence Bieshaar | - Guillem Vives - Joel Parra - Arnau Parrado - Pep Busquets - Yannick Kraag - Miguel Malik Allen - Rubén Prey - Jordi Rodriguez |

El Pavelló Joan Busquets és un pavelló polivalent integrat al Complex Esportiu Municipal Estruch del Prat de Llobregat, on es desenvolupa la majoria de l'activitat del Club Bàsquet Prat. Compta una pista de bàsquet gran i tres de transversals, així mateix té una grada mòbil per als partits a pista gran amb uns 300 seients aproximadament, per una capacitat total d'uns 500 espectadors.

1. 

1. 
2. 
3. 
4. 
5. 
6. 
7. 

- Club Bàsquet Prat - Lloc web oficial